# 日耶 (杜省)
日耶（法語：Gilley，法語發音：[ʒijɛ]）是法国杜省的一个市镇，位于该省中南部，属于蓬塔利耶区。

## 地名
该地名“Gilley”发音为[ʒijɛ]而非[ʒilɛ]，《世界地名翻译大辞典》与《世界地名译名词典》将其误译作“日莱”。

## 地理
日耶（47°2'51"N, 6°29'4"E）面积17.27 平方千米，位于法国勃艮第-弗朗什-孔泰大區杜省，该省份为法国东部内陆省份，北起上索恩省，西接汝拉省，东部及东南部与瑞士接壤，东北部与贝尔福地区省接壤。
与日耶接壤的市镇（或旧市镇、城区）包括：奥尔尚韦讷、莱孔布、拉绍、富尔内-吕桑、阿尔克苏西孔、隆日迈松、弗朗日布什。
日耶的时区为UTC+01:00、UTC+02:00（夏令时）。

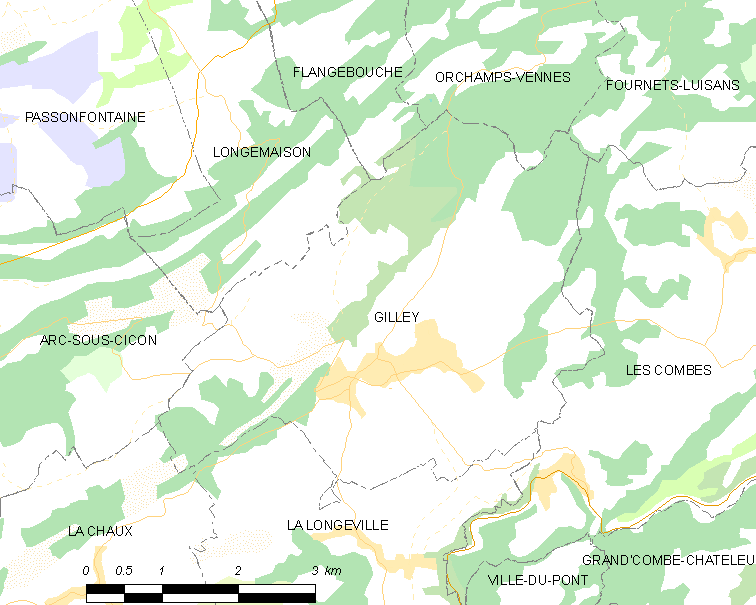
日耶的OSM定位图

## 行政
日耶的邮政编码为25650，INSEE市镇编码为25271。

## 政治
日耶所属的省级选区为奥尔南县。

## 交通
杜省省道D48线、D131线和D132线在境内交汇。日耶站开行直达贝桑松的列车。

## 人口

1962-2008年间日耶人口变化图示

日耶于2022年1月1日时的人口数量为1805人。